# Pico de Mijas

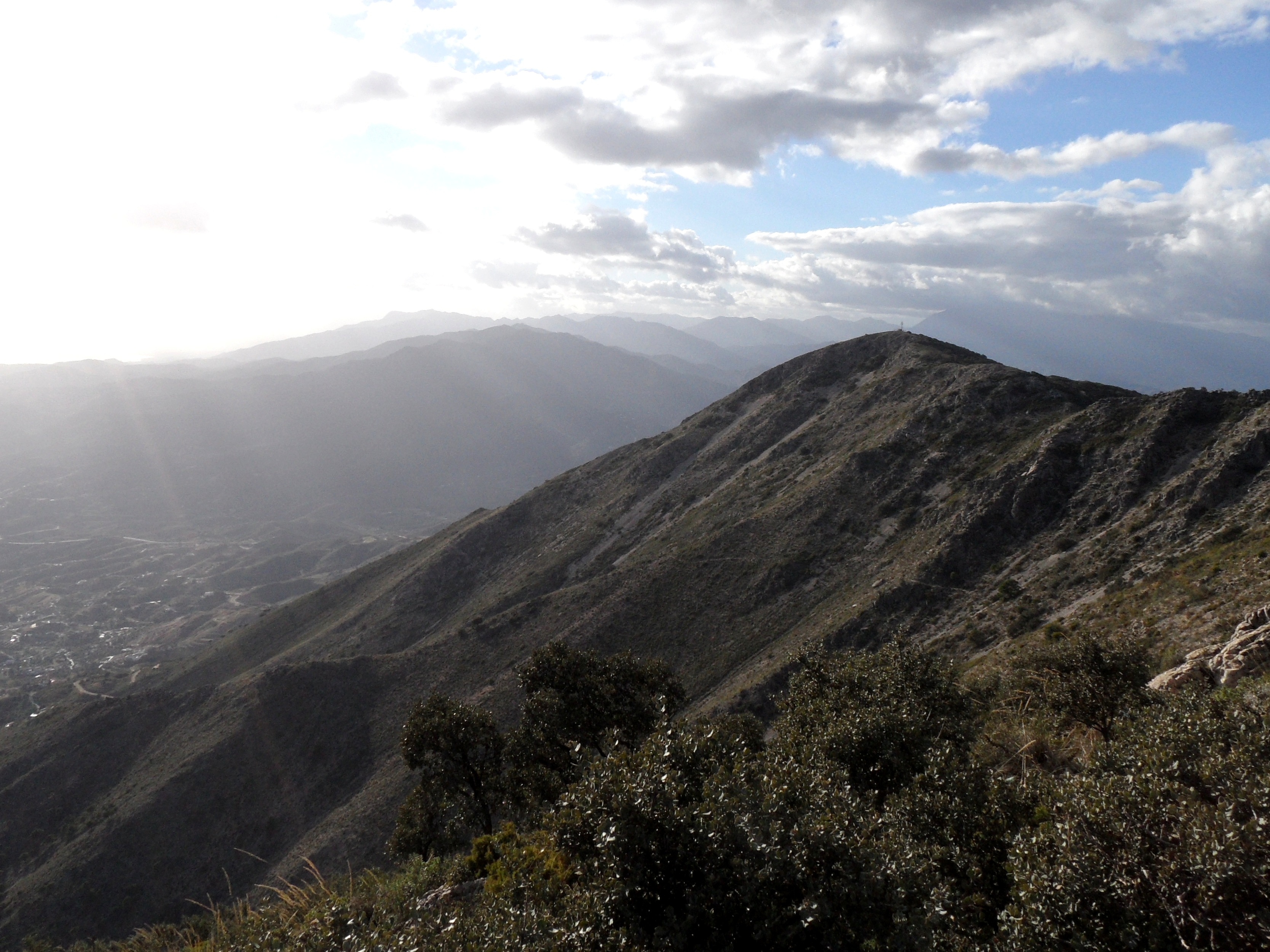
Vista hacia el oeste desde el Pico de Mijas.

El Pico de Mijas es el pico más alto de la sierra de Mijas (provincia de Málaga) con una altitud de 1150 metros sobre el nivel del mar. Está situado en el término municipal de Alhaurin El Grande, al sur del núcleo urbano de Alhaurín el Grande, y al norte del núcleo urbano de Mijas.
En su cima está situado el edificio de la estación de la Agencia Estatal de Meteorología (AEMET) que se dedica a la permanente revisión de los fenómenos meteorológicos adversos que puedan suceder en diversos territorios y elaborar predicciones en distintos plazos. La forma esférica del edificio hace que sea conocido por la población cercana como “Pico de La Bola”.
https://www1.sedecatastro.gob.es/Cartografia/mapa.aspx?buscar=S